# Heinz Tobolla
Heinz Tobolla (ur. 19 września 1925 w Zabrzu, zm. 18 marca 2013 w Akwizgranie) – niemiecki rzeźbiarz.

## Życie i twórczość
Syn urzędnika urodzony w Zabrzu (Hindenburg od 1915 do 1946). Z powodu przeprowadzki rodziny do szkoły uczęszczał w Ząbkowicach Śląskich (przedwojenny Frankenstein), gdzie w 1943 zdał maturę. Następnie został powołany do wojska, gdzie odbył służbę w siłach powietrznych. Rok później został pojmany przez Amerykanów. Z więzienia został zwolniony w 1946.
Po odzyskaniu wolności Tobolla natychmiast skoncentrował się na realizacji swoich marzeń z dzieciństwa zgłaszając się do ówczesnej mistrzowskiej szkoły rzemiosła (później szkoły artystycznej) w Münster. Do 1953 kształcił się m.in. rzeźby u Franza Guntermanna i Kurta Schwipperta, natomiast postaw technik malarskich uczył go Vincenz Pieper. Ponadto na Uniwersytecie w Münsterze nabył potrzebną mu do tworzenia wiedzę anatomiczną człowieka. Już wtedy jako malarz, grafik i rzeźbiarz tworzył swoje pierwsze wielkie dzieła.

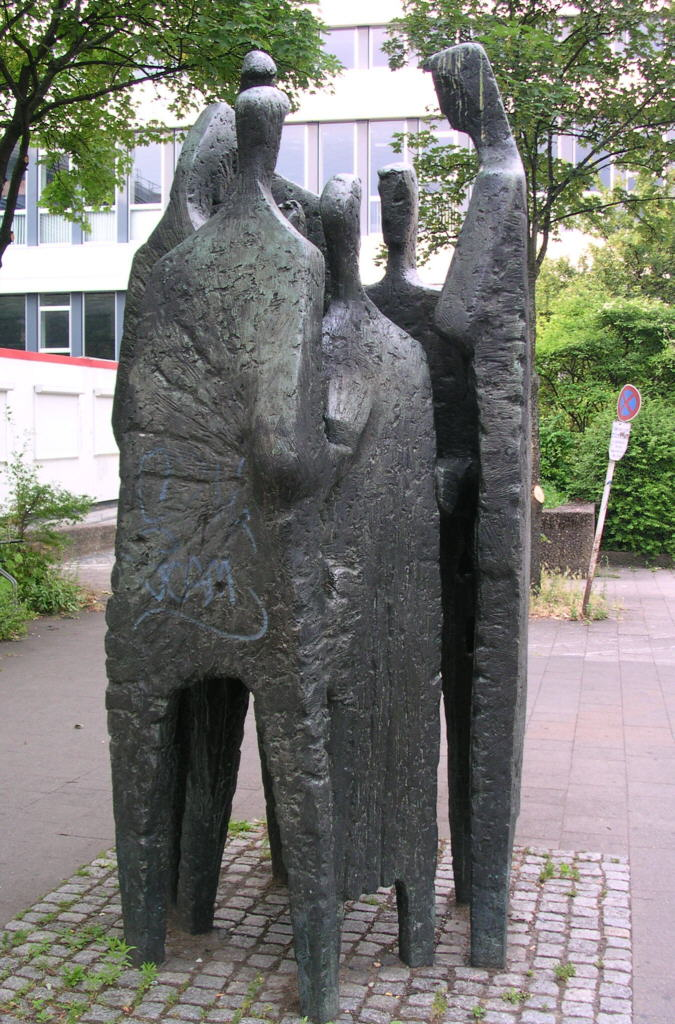
Menschen im Gespräch

Po zakończeniu studiów Tobolla przeniósł się w 1953 do Akwizgranu, gdzie osiadł jako niezależny twórca. Dzięki swojemu projektowi rzeźby Menschen im Gespräch (za który w 1962 otrzymał złoty medal na Premier Prix International de Sculpture à Monte Carlo oraz na Prix Special Jury à Monte Carlo) widocznie zwiększył swoją popularność. Wyróżniona rzeźba była wielokrotnie powielana w różnych rozmiarach w następnych latach. Rok później w 1963 otrzymał od Państwowej Szkoły Inżynierii Budownictwa propozycję pracy, jako wykładowca sztuk plastycznych: wolnego rysunku i sztuki nowoczesnej, z której skorzystał ucząc do 1983. Jednocześnie otrzymał od miast poza Akwizgranem propozycję tworzenia fontann, pomników, projektów placów i ulic, jak również sztuki sakralnej.
Pierwsza duża wystawa prac Tobolli miała miejsce w 1965 w akwizgrańskim Suermondt-Ludwig-Museum.
Po rozpadzie Bloku Wschodniego Tobolla podjął próbę wzmocnienia kontaktu z miastem, w którym się urodził. W 1991 zaowocowało to pierwszymi od czasu dzieciństwa odwiedzinami Zabrza. Wizyta doprowadziła do intensywnego artystycznego dialogu i idei zaangażowania większej ilości polskich miast do harmonogramu wielkiej wystawy objazdowej, która pierwszy raz doszła do skutku w 1993/1994. W 1997 roku Tobolla chcąc wyrazić swoją wdzięczność i przyjaźń stworzył dla Zabrza wysoką na 3,50 m rzeźbę z brązu „Spotkanie z własnym ja”. Rzeźbę ufundowało pochodzące z Akwizgranu małżeństwo przedsiębiorców oraz akwizgrańska firma ubezpieczeniowa.
W 2007 w akwizgrańskiej katedrze (ostatnim przystanku swojej drugiej wielkiej objazdowej wystawy) otrzymał tytuł Honorowego Obywatela Miasta Zabrze.
Tobolla rzeźbiąc w drewnie, kamieniu, ceramice, brązie, gipsie, stali, miedzi, mosiądzu, ołowiu, betonie, szkle i tworzywach sztucznych stworzył w dotychczasowym życiu bogaty dorobek ponad 500 dzieł pojedynczych. Podczas lat tworzenia prace Tobolli brały udział w 44 konkursach, z czego w 16 zapewniły mu pierwsze miejsce, a także wiele drugich i trzecich.